# Thomas E. Dewey
Thomas Edmund Dewey (født 24. marts 1902, død 16. marts 1971) var en amerikansk politiker, som var New Yorks guvernør i 11 år (1943-54) og dermed en af de længstsiddende guvernører i statens historie. Han opstillede som Republikanernes præsidentkandidat i 1944 og 1948, og var en af nøglepersonerne bag Dwight D. Eisenhowers nominering som præsidentkandidat i 1952.

## Arbejde som anklager
Dewey var uddannet jurist og arbejdede som offentlig anklager. Efter en kort periode som praktiserende advokat blev han i 1935 udpeget som særlig føderal anklager i New York med henblik på at retsforfølge organiseret kriminalitet. Den tidligere anklager havde været kraftigt kritiseret for ikke at foretage sig tilstrækkeligt i kampen mod mafiaen, og da en højprofileret retssag mod ulovligt spil i New York var ved at løbe ud i sandet, blev Dewey udpeget som særlig anklager. Dewey samlede en gruppe af ca. 60 efterforskere og administrative medarbejdere omkring sig og gik herefter i gang. Dewey viste sig særdeles effektiv som særlig anklager og fik rejst tiltale mod en langt række mafiamedlemmer og andre organiserede kriminelle. Dewey forsøgte i to omgange at få dømt mafia-chefen Dutch Schultz, men måtte konstatere, at juryen frikendte Schultz begge gange. Schultz forsøgte at formå den overordnede mafiaorganisation The Commission til at give tilladelse til at likvidere Dewey, men organisationen nægtede, da de anså et sådant drab for alt for risikofyldt. I stedet lod The Commission lejemorderorganisationen Murder, Inc. likvidere Schultz for at undgå, at Dewey blev dræbt. Dewey førte senere en række sager mod fremtrædende medlemmer af mafiaen og Murder, Inc. hvoraf flere, bl.a. Louis "Lepke" Buchalter og Lucky Luciano, blev dømt. Lepke blev dødsdømt og henrettet i den elektriske stol og Luciano idømt mellem 30 og 50 års fængsel. 
Dewey blev i 1937 chefanklager på Manhattan.

## Guvernør
Successen som anklager mod medlemmerne af New Yorks kriminelle underverden medførte en betydelig popularitet, og i 1938 stillede Dewey op i en alder af kun 36 år til valget som delstatens guvernør, men tabte knebent. Ved næste valg i 1942 vandt Dewey stort. 
Som guvernør fik Dewey et image som en effektiv og retskaffen person, der fordoblede delstatens budget for uddannelse og var aktiv i grundlæggelsen af det offentlige universitet State University of New York. Som guvernør etablerede han motorvejsnettet New York State Thruway, der i 1964 officielt fik ændret navn til Governor Thomas E. Dewey Thruway.
Dewey fungerede som guvernør i tre perioder frem til 1954.

## Præsidentkandidat
Dewey forsøgte i en alder af blot 38 år at blive nomineret som den republikanske præsidentkandidat til valget i 1940, men måtte se sig slået i nomineringen til den ældre Wendell Willkie, der af mange ansås som bedre egnet til at føre USA gennem de vanskelige tider i 1940. Willike tabte siden til Franklin D. Roosevelt. 
I 1944 lykkedes det Dewey at vinde nomineringen over blandt andet Willike, men Dewey måtte se sig slået ved præsidentvalget af Roosevelt. Dewey opnåede dog 46 % af stemmerne, hvilket gav Roosevelt den mest snævre af sine sejre ved præsidentvalgene. 
I 1948 vandt Dewey atter nomineringen som republikanernes præsidentkandidat. Han var storfavorit til at besejre demokraternes Harry S. Truman, men måtte ganske overraskende se sig besejret af Truman med en snæver margin. 
Dewey stillede ikke op til valget i 1952, men arbejdede tæt sammen med Dwight D. Eisenhower i den interne kamp om nomineringen mod sin ærkerival, den langt mere konservative Robert Taft. Eisenhower vandt nomineringen og senere præsidentposten.